# 경구개 비음
경구개 비음(硬口蓋 鼻音)은 자음의 하나로 경구개에서 조음되는 비음이다.

## 특징
- 조음기관 내의 공기의 흐름을 차단하여 만드는 파열음이다.
- 발성 기관 속의 공기의 흐름을 차단하고, 비강과 구강으로 흐르게 해서 내는 비음이다.
- 혓바닥을 경구개에 대는 경구개음이다.
- 조음할 때 성대가 울리는 유성음이다.
- 코와 입을 통하여 공기가 빠져나가는 비강음이다.
- 기류가 혀의 중앙으로 가다가 혀 옆으로 빠져나가는 중설음이다.
- 발성 방법은 인후나 입이 아니라 폐로부터 발성기관으로 공기가 빠져나가는 폐장기류음이다.

## 발음의 예

### 경구개음
- 갈리시아어, 케추아어족, 바스크어, 만딩카어, 촐어: ñ에서 이 소리가 난다.
- 마케도니아어: њ에서 이 소리가 난다.
- 라트비아어: ņ에서 이 소리가 난다.
- 알바니아어: nj에서 이 소리가 난다.
- 프랑스어, 라딘어: gn에서 이 소리가 난다.
- 말레이어, 스와힐리어, 오로모어, 르완다어, 야오어, 콩고의 모노어: ny에서 이 소리가 난다.
- 암하라어: ኘ, ኙ, ኚ, ኛ, ኜ, ኝ, ኞ, ኟ의 첫소리에서 이 소리가 난다.
- 미얀마어: ဉ 와 ည의 첫소리에서 이 소리가 난다.
- 총가어: ny와 nyw에서 이 소리가 난다. nyw는 순음화 자음이다.

### 치경구개음
치경구개 비음을 ɲ에 '˖'를 밑에 붙여 [ɲ̟]로 나타내기도 한다.
- 한국어: ㄴ이 /i, j/ 앞에 올 때 이 소리가 난다.
- 타밀어: ஞ்의 첫소리에서 이 소리가 난다.
- 세르보크로아트어: 키릴 문자 표기의 Њ, 라틴 문자 표기의 nj에서 이 소리가 난다.
- 스코틀랜드 게일어: 좁은 자음의 nn에서 이 소리가 난다.
- 코사어, 줄루어, 헝가리어: ny에서 이 소리가 난다.
- 폴란드어: 음절 말과 마찰음 앞에 오지 않는 ń에서 이 소리가 난다.
- 우크라이나어: нь에서 이 소리가 난다.
- 현대 그리스어: νι에서 이 소리가 난다.
- 상하이어, 눠쑤어: 병음 ny에서 이 소리가 난다.
- 쓰촨어: 병음 ȵ 에서 이 소리가 난다.
- 간어의 창두 방언: 병음 gn에서 이 소리가 난다.

### 그 밖
- 이탈리아어: gn에서 후치경 전경구개음으로 소리난다.